# Liste des primats de l'Église orthodoxe albanaise
Liste des primats de l'Église orthodoxe albanaise

## Métropolites de Tirana
- Theofan (4 décembre 1923-18 février 1929)
- Vissarion (18 février 1929-27 mai 1936)

## Archevêques de Tirana et de toute l'Albanie
- Christophore (17 avril 1937-25 décembre 1948)
- Paisios (janvier 1949-mars 1966)
- Damien (avril 1966-22 novembre 1967)
  - Anastase d'Androusa (janvier 1991-24 juin 1992) (Exarque)
- Anastase (24 juin 1992-25 janvier 2025)
- Joani Pelushi (en) depuis le 16 mars 2025